# Kanashimi no Belladonna
La tristeza de Belladonna (哀しみのベラドンナ Kanashimi no Belladonna?, lit. Belladonna del dolor) es una película animada japonesa de 1973, dirigida por Eiichi Yamamoto, producida por el estudio de animación Mushi Production y distribuida por Nippon Herald Films. Cuenta la historia de Jeanne, una campesina que es violada, lo que la lleva a ser acusada de brujería y se destaca por su imaginería erótica, violenta y psicodélica.

## Reparto
- Aiko Nagayama como Jeanne
- Katsutaka Ito como Jean
- Tatsuya Tashiro como Bruja
- Tatsuya Nakadai como El Diablo
- Masaya Takahashi como Milord
- Shigaku Shimegi como Milady
- Masakane Yonekura como Sacerdote católico
- Chinatsu Nakayama como Narrador

## Producción y estreno

La pintura de 1830 de Eugène Delacroix La libertad guiando al pueblo aparece al final de la película.

Dirigida y escrita por Eiichi Yamamoto basada en el libro La Sorcière de Jules Michelet publicado en 1862. Es la tercera y última película de la trilogía llamada Animerama y la única en no ser escrita ni dirigida por Osamu Tezuka (la dejó durante las primeras etapas de la película en 1966 para concentrarse en su manga y su contribución a la etapa conceptual no está acreditada). Belladonna también tiene un tono más serio que las dos primeras películas de Animerama, que eran más cómicas. Sus imágenes consisten principalmente en pinturas panorámicas fijas influidas por arte occidental, como las obras de Gustav Klimt, e ilustraciones del Tarot. La producción de la película duró de 1967 a 1973. La película fue un fracaso comercial  y contribuyó a llevar a Mushi Productions a la bancarrota a finales de ese año. La película fue estrenada en el Festival Internacional de Cine de Berlín.
La película se estrenó en Europa y Japón, recibió una proyección limitada en los Estados Unidos en 2009 y se ha sometido a una restauración digital 4K para su reestreno en cines en mayo de 2016. 
La restauración se proyectó el 10 de julio de 2015 en un "adelanto" en el festival Japan Cuts de Nueva York, y luego se presentó el 24 de septiembre de 2015 en el Fantastic Fest en Austin antes de una presentación en salas de cine a partir del 6 de mayo de 2016 en la ciudad de Nueva York y San Francisco.

## Recepción
Kanashimi no Belladonna atiene una calificación de aprobación del 90% en el sitio web de agregador de críticas Rotten Tomatoes basado en 40 reseñas, con una calificación promedio de 7.78 / 10. En Metacritic, la película tiene un media ponderada de puntuación mediana de 70  de 100 basado en 12 reseñas críticas, indicando "generalmente reseñas favorables".